# Dick Spring
Pour les articles homonymes, voir Spring.
Ne doit pas être confondu avec Dick Sprang.

a Compétitions nationales et continentales officielles uniquement.

b Matchs officiels uniquement.
Richard Brendan Spring, plus couramment appelé Dick Spring, né le 29 août 1950 à Tralee (Irlande), est un homme politique et joueur international irlandais de rugby à XV.

## Biographie
Il est le représentant de l'Irlande à World Rugby.
Il est le fils de l'homme politique Dan Spring (homme politique).